# Westelijke savannevliegenvanger
De westelijke savannevliegenvanger (Batis erlangeri) is een zangvogel uit de familie Platysteiridae (lelvliegenvangers). De naam verwijst naar de Duitse ornitholoog Carlo von Erlanger (1872-1904). Eerder werd dit taxon beschouwd als een ondersoort van de Batis minor, die is gesplitst in een oostelijke en westelijke variant.

## Verspreiding en leefgebied
Deze soort komt voor in centraal Afrika en telt twee ondersoorten:
- B. e. erlangeri: van Kameroen tot Ethiopië en dan zuidwaards tot Burundi.
- B. e. congoensis: zuidelijk Congo-Kinshasa en noordelijk Angola.

## Status
De grootte van de populatie is niet gekwantificeerd maar de soort wordt omschreven als algemeen. Op de Rode lijst van de IUCN heeft deze soort de status niet bedreigd.